# Myllaena gracilis
Myllaena gracilis – gatunek chrząszcza z rodziny kusakowatych i podrodziny rydzenic. Zamieszkuje Europę i Syberię.

## Taksonomia
Gatunek ten opisany został po raz pierwszy w 1838 roku przez Andrew Matthewsa pod nazwą Centroglossa gracilis.

## Morfologia
Chrząszcz o wydłużonym, łódkowatym w zarysie ciele długości od 1,7 do 2,1 mm. Ubarwienie ma ciemnobrązowe do czarnego z żółtobrązowymi nasadami czułków i brązowożółtymi, często miejscami przyciemnionymi odnóżami. Wierzch ciała gęsto porastają jedwabiście połyskujące włoski oraz gęsto rzeźbią bardzo drobne punkty. Czułki są grubsze niż u M. minuta, wyraźnie ku wierzchołkom pogrubione; człony w środkowej ich części nie są wyraźnie dłuższe niż szerokie. Przedplecze jest znacznie szersze od głowy, najszersze pośrodku długości i wyraźnie zwężające się ku tyłowi. Owłosienie na jego powierzchni kieruje się prosto ku tyłowi. Długość pokryw jest mniej więcej równa długości przedplecza. Odwłok zwęża się silnie od nasady ku tyłowi. Powierzchnię ma zwykle nieco słabiej połyskującą niż u M. infuscata.

## Ekologia i występowanie
Owad silnie wilgociolubny, zasiedlający głównie mokradła.
Gatunek palearktyczny, znany z Portugalii, Hiszpanii, Irlandii, Wielkiej Brytanii, Francji, Belgii, Holandii, Niemiec, Szwajcarii, Austrii, Włoch, Danii, Szwecji, Norwegii, Finlandii, Estonii, Czech, Słowacji, Węgier, Ukrainy, Rumunii, Słowenii oraz europejskiej i zachodniosyberyjskiej części Rosji.
Na „Czerwonej liście gatunków zagrożonych Republiki Czeskiej” umieszczony jest jako gatunek narażony na wymarcie (VU).